# Чистопілля (Пологівський район)
Чистопі́лля — село в Україні, у Токмацькій міській громаді Пологівського району Запорізької області. Населення становить 486 осіб. До 2020 орган місцевого самоврядування — Новенська сільська рада.
Село тимчасово окуповане російськими військами 24 лютого 2022 року в ході російсько-української війни.

## Географія
Село Чистопілля розміщене на відстані 4,5 км від села Покровське.

## Історія
- 1775 — дата заснування як село  Тифенбрунь (Tiefenbrunn).
- В 1958 році перейменоване в село Чистопілля.
- 12 червня 2020 року, відповідно до розпорядження Кабінету Міністрів України № 713-р «Про визначення адміністративних центрів та затвердження територій територіальних громад Запорізької області», увійшло до складу Токмацької міської громади[1].
- 19 липня 2020 року, у результаті адміністративно-територіальної реформи та ліквідації Токмацького району, село увійшло до складу Пологівського району[2].

## Транспорт
Існує регулярний автобусний рейс у місто Токмак.